# Синхронное плавание на чемпионате мира по водным видам спорта 2025
Соревнования по синхронному плаванию в рамках чемпионата мира 2025 года по водным видам спорта состоялись с 18 по 25 июля в городе Сингапуре. Соревнования прошли на Арене чемпионата мира по водным видам спорта.
Разыграно 11 комплектов наград. Спортсмены из России и Беларуси приняли участие в соревнованиях в нейтральном статусе, в том числе в дуэтах и в группах, соблюдая принцип принадлежности к одному гражданству.

## Медалисты

### Мужчины
| Дисциплина                   | Золото                                     | Серебро                       | Бронза                   |
| Соло, техническая программа  | Александр Мальцев Нейтральные спортсмены B | Деннис Гонсалес Бонеу Испания | Диего Вильялобос Мексика |
| Соло, произвольная программа | Александр Мальцев Нейтральные спортсмены B | Го Муе Китай                  | Филиппо Пелати Италия    |

### Женщины
| Дисциплина                   | Золото                                                     | Серебро                                    | Бронза                                               |
| Соло, техническая программа  | Сюй Хуэйянь Китай                                          | Василина Хондошко Нейтральные спортсмены A | Ирис Тио Испания                                     |
| Соло, произвольная программа | Ирис Тио Испания                                           | Сюй Хуэйянь Китай                          | Василина Хондошко Нейтральные спортсмены A           |
| Дуэт, техническая программа  | Австрия · Анна-Мария Александри · Эйрини-Марина Александри | Китай · Линь Яньхань · Линь Яньцзюнь       | Нейтральные спортсмены B Майя Дорошко Татьяна Гайдай |
| Дуэт, произвольная программа | Испания · Ирис Тио · Лилоу Льюис                           | Италия · Энрика Пикколи · Лукреция Руджеро | Нейтральные спортсмены B Майя Дорошко Татьяна Гайдай |

### Группы
| Дисциплина                     | Золото | Серебро | Бронза |
| Группы, техническая программа  | Китай · Чан Хао · Чэнь Вэньтао · Дай Шии · Фэн Юй · Ли Сючэнь · Линь Яньхань · Сян Биньсюань · Сюй Хуэйянь  | Нейтральные спортсмены B Анна Андрианова Анастасия Бахтырева Дарья Гелошвили Екатерина Коссова Елизавета Минаева Эвелина Симонова Елизавета Смирнова Агния Тулупова | Испания · Кристина Арамбула · Меричель Ферре · Марина Гарсия Поло · Лилоу Льюис · Алиса Ожогина · Паула Рамирес · Сара Салданья · Ирис Тио · Мирея Эрнандес |
| Группы, произвольная программа | Китай · Чан Хао · Чэнь Вэньтао · Дай Шии · Фэн Юй · Ли Сючэнь · Линь Яньхань · Сян Биньсюань · Сюй Хуэйянь  | Япония · Кахо Аитака · Мока Фудзии · Моэ Хига · Юка Кавасэ · Ута Кобаяси · Томока Сато · Нао Сирахасэ · Сакурако Утида                                              | Испания · Кристина Арамбула · Меричель Ферре · Марина Гарсия Поло · Деннис Гонсалес Бонеу · Алиса Ожогина · Паула Рамирес · Сара Салданья · Ирис Тио        |
| Группы, акробатика             | Китай · Чан Хао · Чэнь Вэньтао · Дай Шии · Фэн Юй · Ли Сючэнь · Линь Яньцзюнь · Сян Биньсюань · Сюй Хуэйянь | Нейтральные спортсмены B Анна Андрианова Анастасия Бахтырева Дарья Гелошвили Екатерина Коссова Елизавета Минаева Эвелина Симонова Елизавета Смирнова Агния Тулупова | Испания · Кристина Арамбула · Меричель Ферре · Марина Гарсия Поло · Лилоу Льюис · Алиса Ожогина · Паула Рамирес · Сара Салданья · Ирис Тио · Мирея Эрнандес |

### Смешанные дуэты
| Дисциплина                    | Золото                                                         | Серебро                                                    | Бронза                                          |
| Микст, техническая программа  | Нейтральные спортсмены B Александр Мальцев Майя Гурбанбердиева | Испания · Деннис Гонсалес Бонеу · Мирея Эрнандес           | Италия · Филиппо Пелати · Лукреция Руджеро      |
| Микст, произвольная программа | Испания · Деннис Гонсалес Бонеу · Ирис Тио                     | Нейтральные спортсмены B Александр Мальцев Олеся Платонова | Великобритания · Ранджу Томблин · Изабелла Торп |

## Медальный зачёт
*   Принимающая страна (Сингапур)
| Место          | Страна                   | Золото | Серебро | Бронза | Всего |
| -------------- | ------------------------ | ------ | ------- | ------ | ----- |
| 1              | Китай                    | 4      | 3       | 0      | 7     |
| 2              | Нейтральные спортсмены B | 3      | 3       | 2      | 8     |
| 3              | Испания                  | 3      | 2       | 4      | 9     |
| 4              | Австрия                  | 1      | 0       | 0      | 1     |
| 5              | Италия                   | 0      | 1       | 2      | 3     |
| 6              | Нейтральные спортсмены A | 0      | 1       | 1      | 2     |
| 7              | Япония                   | 0      | 1       | 0      | 1     |
| 8              | Великобритания           | 0      | 0       | 1      | 1     |
| 8              | Мексика                  | 0      | 0       | 1      | 1     |
| Всего стран: 9 | Всего стран: 9           | 11     | 11      | 11     | 33    |

## Расписание
Время дано местное (сингапурское).
| Дата         | Время | Дисциплина                             |
| ------------ | ----- | -------------------------------------- |
| 18 июля 2025 | 10:00 | Соло, женщины, техническая программа   |
| 18 июля 2025 | 14:00 | Дуэт, женщины, техническая             |
| 19 июля 2025 | 10:00 | Команды произвольная программа         |
| 19 июля 2025 | 14:00 | Соло, мужчины, техническая программа   |
| 19 июля 2025 | 18:30 | Соло, женщины, техническая программа   |
| 20 июля 2025 | 10:00 | Соло, женщины, произвольная программа  |
| 20 июля 2025 | 20:00 | Команда, произвольная программа        |
| 21 июля 2025 | 10:00 | Команды, техническая программа         |
| 21 июля 2025 | 14:00 | Соло, мужчины, произвольная            |
| 21 июля 2025 | 18:30 | Дуэт, женщины, техническая программа   |
| 22 июля 2025 | 10:00 | Соло, женщины, произвольная программа  |
| 22 июля 2025 | 18:30 | Команды, техническая программа         |
| 23 июля 2025 | 10:00 | Дуэт, женщины, произвольная программа  |
| 23 июля 2025 | 19:30 | Смешанный дуэт, техническая программа  |
| 24 июля 2025 | 10:00 | Команды, акробатика                    |
| 24 июля 2025 | 19:30 | Дуэт, женщины, произвольная программа  |
| 25 июля 2025 | 10:00 | Смешанный дуэт, произвольная программа |
| 25 июля 2025 | 19:30 | Команды, акробатика                    |

## Комментарии
1. 1 2 3 4 5 6 7 8 9  В соответствии с санкциями, введёнными после российского вторжения в Украину, спортсменам из России было запрещено использовать наименование своей страны, флаг и гимн. Вместо этого они участвовали как «Нейтральные спортсмены B (NAB)» под флагом Международной федерации плавания.
2. 1 2 3  В соответствии с санкциями, введёнными после российского вторжения в Украину, спортсменам из Беларуси было запрещено использовать наименование своей страны, флаг и гимн. Вместо этого они участвовали как «Нейтральные спортсмены A (NAA)» под флагом Международной федерации плавания.